# Exònim
Un exònim és l'adaptació tradicional d'un etnònim o d'un topònim (i en aquest cas es parla d'un exotopònim) en una llengua que no és aquella pròpia d'aquell lloc o ètnia. Alguns exemples clàssics poden ser Nàpols per Napoli, Múnic per München o Còrdova per Córdoba. D'altra banda, un endònim és el topònim o etnònim en la llengua pròpia del lloc o ètnia; si es tracta d'un topònim, en aquest cas es parla d'un endotopònim.
A la majoria dels països hi ha autoritats institucionals encarregades de fixar els noms geogràfics dels estats del món. L'ONU ha organitzat una sèrie de cimeres per a la normalització dels noms geogràfics (United Nations Conference on the Standardization of Geographical Names), en les quals es formulen recomanacions per a adoptar una nomenclatura geogràfica única al món.
En aquesta tasca, al llarg d'eixes conferències l'ONU es veié obligada a encunyar el terme exònim, assumint que existeixen exònims tradicionals, fermament arrelats, en diferents llengües. Encara que els accepta, recomana que, per als nous noms geogràfics que s'estiguen creant i per als que es creen en el futur –especialment en els canvis de sobirania de diferents territoris, i a causa del rebuig de la tradició colonialista en el cas dels països que adquiriren per primera vegada la seua independència–, no s'han de crear nous exònims i s'ha de fer servir el topònim oficial.

## Llista d'exònims en català oblidats
Les relacions dels territoris de la Corona d'Aragó amb diversos altres reialmes hispànics i europeus d'ençà de l'edat mitjana han creat una gran quantitat d'exònims que ja han caigut en l'oblit. Vet-ne aquí alguns a tall d'exemple:
- Antuèrpia,[1] per Anvers (nou exònim d'origen francès), ciutat de Flandes
- Burchs (Burgs), per Burgos, ciutat de Castella
- Cetines,[2] per Atenes (nou exònim), capital de Grècia
- Estives, per Tebes (nou exònim), ciutat de Grècia
- Florença, per Florència (nou exònim, possiblement d'origen espanyol), ciutat d'Itàlia
- el Goi, per Gozo (nou exònim, probablement d'origen italià), una illa de Malta
- Madrit, per Madrid, capital d'Espanya
- Port Jonc, per Pilos, ciutat de Grècia també coneguda amb el nom italià de Navarino
- Sant Jaume de Galícia, per Santiago de Compostel·la (nou exònim), capital de Galícia
- Saragossa de Sicília,[3] per Siracusa, ciutat de Sicília
- Sena, per Siena, ciutat d'Itàlia
- Sibília, per Sevilla, capital d'Andalusia
- Taix, per Tassos (nou exònim), una illa grega
- Xaca, per Sciacca, ciutat de Sicília

## Llista d'exònims catalans en ús

### Espanya

#### Nacionalitats, regions i províncies
| Endònim            | Exònim              |
| ------------------ | ------------------- |
| Andalucía          | Andalusia           |
| Álava/Araba        | Àlaba               |
| Aragón             | Aragó               |
| Asturies           | Astúries            |
| Bizkaia            | Biscaia             |
| Canarias           | Canàries            |
| Cantabria          | Cantàbria           |
| Castilla           | Castella            |
| Castilla-La Mancha | Castella - la Manxa |
| Castilla y León    | Castella i Lleó     |
| Euskadi            | País Basc           |
| Galicia/Galiza     | Galícia             |
| Gipuzkoa           | Guipúscoa           |
| Gran Canaria       | Gran Canària        |
| Islas Canarias     | Illes Canàries      |
| Murcia             | Múrcia              |

#### Localitats

##### Andalusia
| Endònim   | Exònim    |
| --------- | --------- |
| Algeciras | Algesires |
| Almería   | Almeria   |
| Bailén    | Bailèn    |
| Cádiz     | Cadis     |
| Córdoba   | Còrdova   |
| Itálica   | Itàlica   |
| Laelia    | Laèlia    |
| Málaga    | Màlaga    |
| Mellaria  | Melària   |

##### Aragó
| Endònim                                        | Exònim                   |
| ---------------------------------------------- | ------------------------ |
| Adauesca/Adahuesca                             | Avosca                   |
| L'Aínsa/Aínsa                                  | Aïnsa                    |
| Alagón                                         | Alagó                    |
| Albalate de Cinca                              | Albalat de Cinca         |
| Albarracín                                     | Albarrasí                |
| Alberite de San Juan                           | Alberit de Sant Joan     |
| Alcañiz                                        | Alcanyís                 |
| Almudáfar                                      | Almudàfar                |
| Almudébar/Almudévar                            | Almudèver                |
| L'Almunia de Sant Chuan/La Almunia de San Juan | l'Almúnia de Sant Joan   |
| Almonacid de la Cuba                           | Almonecir de la Cuba     |
| Ballobar                                       | Vallobar                 |
| Balbastro/Barbastro                            | Barbastre                |
| Banyos de Benás/Baños de Benasque              | Banys de Benasc          |
| Belver de Cinca                                | Bellver de Cinca         |
| Benás/Benasque                                 | Benasc                   |
| Binaced                                        | Binacet                  |
| Binéfar                                        | Binèfar                  |
| Bisagorri                                      | Bissaürri                |
| Calamocha                                      | Calamotxa                |
| Calatayud                                      | Calataiud                |
| Camachibosa/Viñamala                           | Vinyamala                |
| Candasnos                                      | Campdàsens               |
| Cañizar del Olivar                             | Canyizar de l'Olivar     |
| Cantavieja                                     | Cantavella               |
| Caspe                                          | Casp                     |
| Castejón de Sos                                | Castilló de Sos          |
| Castelflorite                                  | Castellflorit            |
| El Castellar                                   | el Castellar             |
| Castellote                                     | Castellot                |
| Castelserás                                    | Castellseràs             |
| Chalamera                                      | Xalamera                 |
| Chía                                           | Gia                      |
| Contrebia                                      | Contrèbia                |
| Ejea de los Caballeros                         | Eixea                    |
| Escucha                                        | Escuita                  |
| A Espunya/Laspuña                              | l'Espunya                |
| Erisué                                         | Eressué                  |
| Esplús                                         | Esplucs                  |
| Estadilla                                      | Estadella                |
| Fonz                                           | Fonts                    |
| Foradada del Toscar                            | la Foradada del Toscar   |
| A Fueba/La Fueba                               | la Fova                  |
| Hespital de Benás/Hospital de Benasque         | Hospital de Benasc       |
| Hinojosa de Jarque                             | Finollosa d'Exarc        |
| La Hoz de la Vieja                             | La Foz de la Viella      |
| La Iglesuela del Cid                           | l'Anglesola              |
| Laperdiguera                                   | la Perdiguera            |
| Mirambel                                       | Mirambell                |
| Los Monegros                                   | els Monegres             |
| Monzón                                         | Montsó                   |
| Mora de Rubielos                               | Móra de Rubiols          |
| Mosqueruela                                    | Mosquerola               |
| Ontiñena                                       | Ontinyena                |
| Osso de Cinca                                  | Ossó de Cinca            |
| Peñalba                                        | Penyalba                 |
| Perarruga/Perarrúa                             | Perarrua                 |
| La Puebla de Castro                            | la Pobla de Castre       |
| Pueyo de Santa Cruz                            | Puidemoros               |
| Rubielos de Mora                               | Rubiols                  |
| Sant Chuan d'a Penya/San Juan de la Peña       | Sant Joan de la Penya    |
| Santa Cruz d'as Serors/Santa Cruz de la Serós  | Santa Creu de la Serós   |
| Sariñena                                       | Sarinyena                |
| Sarrión                                        | Sarrió                   |
| Saúnc                                          | Saünc                    |
| Secastiella/Secastilla                         | Secastella               |
| Sesué                                          | Sessué                   |
| Sobrarbe                                       | Sobrarb                  |
| Tarazona                                       | Tarassona                |
| Teruel                                         | Terol                    |
| Torralba d'Aragón/Torralba de Aragón           | Torralba d'Aragó         |
| Torrecilla de Alcañiz                          | la Torrocella d'Alcanyís |
| Terriente                                      | Terrient                 |
| Torrociudat/Torreciudad                        | Torreciutat              |
| Tramaced                                       | Tramacet                 |
| Uesca/Huesca                                   | Osca                     |
| Val de Lierp                                   | la Vall de Lierp         |
| Valdealgorfa                                   | Valldalgorfa             |
| Villanueva de Sigena                           | Vilanova de Sixena       |
| Zaragoza                                       | Saragossa                |

##### Castella - la Manxa
| Endònim   | Exònim    |
| --------- | --------- |
| Caudete   | Cabdet    |
| Cuenca    | Conca     |
| Segóbriga | Segòbriga |

##### Castella i Lleó
| Endònim  | Exònim   |
| -------- | -------- |
| Ávila    | Àvila    |
| León     | Lleó     |
| Numancia | Numància |
| Palencia | Palència |
| Segovia  | Segòvia  |
| Soria    | Sòria    |

##### Extremadura
| Endònim         | Exònim          |
| --------------- | --------------- |
| Augusta Emérita | Augusta Emèrita |
| Cáceres         | Càceres         |
| Coria           | Còria           |
| Mérida          | Mèrida          |
| Olivenza        | Olivença        |
| Plasencia       | Plasència       |

##### Galícia
| Endònim                | Exònim                   |
| ---------------------- | ------------------------ |
| A Coruña               | la Corunya               |
| Santiago de Compostela | Santiago de Compostel·la |

##### Navarra
| Endònim              | Exònim      |
| -------------------- | ----------- |
| Javier/Xabier        | Xavier      |
| Orreaga/Roncesvalles | Roncesvalls |

##### País Basc
| Endònim                                         | Exònim            |
| ----------------------------------------------- | ----------------- |
| Donostia/San Sebastián                          | Sant Sebastià     |
| Konpantzia/Isla de los Faisanes/Île des Faisans | Illa dels Faisans |
| Vitoria-Gasteiz                                 | Vitòria           |

##### Regió de Múrcia
| Endònim          | Exònim           |
| ---------------- | ---------------- |
| Abanilla         | Favanella        |
| Alcantarilla     | la Cantarella    |
| Alhama de Murcia | Alhama de Múrcia |
| Jumilla          | Jumella          |
| Lorca            | Llorca           |
| Masiena          | Massiena         |
| Murcia           | Múrcia           |
| Yecla            | Iecla            |

##### La Rioja
| Endònim | Exònim   |
| Logroño | Logronyo |

### Altres exònims

#### Europa
| Endònim                                          | Exònim                   | País                            |
| ------------------------------------------------ | ------------------------ | ------------------------------- |
| A Cundamina/La Condamine                         | la Condamina             | Mònaco                          |
| Aachen                                           | Aquisgrà                 | Alemanya                        |
| Abruzzo                                          | els Abruços              | Itàlia                          |
| Agenés/Agenais                                   | Agenès                   | França                          |
| Aigasmòrtas/Aigues-Mortes                        | Aigüesmortes             | França                          |
| Ais/Aix-en-Provence                              | Ais de Provença          | França                          |
| Alpes pennines/Alpes valaisannes                 | Alps Penins              | Suïssa                          |
| Alsace/Elsass                                    | Alsàcia                  | França                          |
| Ansinhan/Ansignan                                | Ansinyà                  | França                          |
| Antwerpen                                        | Anvers                   | Bèlgica                         |
| Appennini                                        | Apenins                  | Itàlia                          |
| Ardennes                                         | les Ardenes              | França, Bèlgica i Luxemburg     |
| Arièja/Ariège                                    | Arieja                   | França                          |
| Aristanis/Oristano                               | Oristany                 | Itàlia                          |
| Armanhac/Armagnac                                | regió d'Armanyac         | França                          |
| Aro/Arras                                        | Arràs                    | França                          |
| Assisi                                           | Assís                    | Itàlia                          |
| Athina (Αθήνα)                                   | Atenes                   | Grècia                          |
| Atzat/Axat                                       | Atsat                    | França                          |
| Aumelaç/Aumelas                                  | Aumelàs                  | França                          |
| Aups Maritims/Alpes-Maritimes                    | Alps Marítims            | França                          |
| Auvèrnhe/Auvergne                                | Alvèrnia                 | França                          |
| Aventino                                         | Aventí                   | Itàlia                          |
| Avinhon/Avignon                                  | Avinyó                   | França                          |
| Baile Átha Cliath/Dublin                         | Dublín                   | Irlanda                         |
| Bakı                                             | Bakú                     | Azerbaidjan                     |
| Banhèras de Luishon/Bagnères-de-Luchon           | Banyeres de Luxon        | França                          |
| Barcilona de Provença/Barcelonnette              | Barceloneta de Provença  | França                          |
| Basel                                            | Basilea                  | Suïssa                          |
| Bayern                                           | Baviera                  | Alemanya                        |
| Bèucaire/Beaucaire                               | Bellcaire                | França                          |
| Belhestar/Bélesta                                | Bellestar                | França                          |
| Benevento                                        | Benevent                 | Itàlia                          |
| Bèrghem/Bergamo                                  | Bèrgam                   | Itàlia                          |
| Berlin                                           | Berlín                   | Alemanya                        |
| Bern                                             | Berna                    | Suïssa                          |
| Berner Alpen                                     | Alps Bernesos            | Suïssa                          |
| Besièrs/Béziers                                  | Besiers                  | França                          |
| Beograd (Београд)                                | Belgrad                  | Sèrbia                          |
| Biaumont/Beaumont                                | Belmont                  | França                          |
| Bigòrra/Bigorre                                  | Bigorra                  | França                          |
| Blagoevgrad (Благоевград)                        | Blagòevgrad              | Bulgària                        |
| Bologna                                          | Bolonya                  | Itàlia                          |
| Bordèu/Bordeaux                                  | Bordeus                  | França                          |
| Boğaziçi                                         | el Bòsfor                | Turquia                         |
| Bocas de Ròse/Bouches-du-Rhône                   | les Boques del Roine     | França                          |
| Bourbonnais                                      | Borbonès                 | França                          |
| Bourgogne                                        | Borgonya                 | França                          |
| Brindisi                                         | Bríndisi                 | Itàlia                          |
| Braunschweig                                     | Brunsvic                 | Alemanya                        |
| Brugge                                           | Bruges                   | Bèlgica                         |
| Bruxelles/Brussel                                | Brussel·les              | Bèlgica                         |
| București                                        | Bucarest                 | Romania                         |
| Burgas (Бургас)                                  | Burgàs                   | Bulgària                        |
| Calabria/Calàbbria                               | Calàbria                 | Itàlia                          |
| Campania                                         | Campània                 | Itàlia                          |
| Camporsin/Campoussy                              | Campossí                 | França                          |
| Carcin/Quercy                                    | el Carcí                 | França                          |
| Cassanhas/Cassagnes                              | Cassanyes                | França                          |
| Casteddu de Callaris/Cagliari                    | Càller                   | Itàlia                          |
| Castèlnau d'Arri/Castelnaudury                   | Castellnou d'Arri        | França                          |
| Catania                                          | Catània                  | Itàlia                          |
| Caudièrs de Fenolhet/Caudiès-de-Fenouillèdes     | Caudiers de Fenollet     | França                          |
| Čechy/Böhmen                                     | Bohèmia                  | Txèquia                         |
| Cervino/Matterhorn/Cervin                        | mont Cerví               | Itàlia i Suïssa                 |
| Champagne                                        | Xampanya                 | França                          |
| Civitatis Vaticanae/Città del Vaticano           | Ciutat del Vaticà        | el Vaticà                       |
| Clarmont d'Auvèrnhe/Clermont-Ferrand             | Clarmont d'Alvèrnia      | França                          |
| Clermont                                         | Clermont de l'Oise       | França                          |
| Coimbra                                          | Coïmbra                  | Portugal                        |
| Comtat Venaicin/Comtat Venaissin                 | el Comtat Venaissí       | França                          |
| Cornwall/Kernow                                  | Cornualla                | Regne Unit                      |
| Corsica/Corse                                    | Còrsega                  | França                          |
| Còsta d'Azur/Côte d'Azur                         | la Costa Blava           | França                          |
| Cumbria                                          | Cúmbria                  | Regne Unit                      |
| Dalfinat/Dauphiné                                | el Delfinat              | França                          |
| Dalmacija                                        | Dalmàcia                 | Croàcia                         |
| Den Haag                                         | la Haia                  | Països Baixos                   |
| Dobrich (Добрич)                                 | Dòbritx                  | Bulgària                        |
| Dobrogea/Dobrudža                                | Dobrudja                 | Romania i Bulgària              |
| Dodekànisa (Δωδεκάνησα)                          | el Dodecanès             | Grècia                          |
| Donasan/Donezan                                  | el Donasà                | França                          |
| Dordonha/Dordogne                                | el Dordonya              | França                          |
| Edinburgh/Dùn Èideann                            | Edimburg                 | Escòcia                         |
| Ekaterinbúrg (Екатеринбу́рг)                      | Iekaterinburg            | Rússia                          |
| Elefsína (Ελευσίνα)                              | Eleusis                  | Grècia                          |
| English Channel/la Manche                        | canal de la Mànega       | França i Regne Unit             |
| Engoulaeme/Angoulême                             | Angulema                 | França                          |
| Epídauros (Επίδαυρος)                            | Epidaure                 | Grècia                          |
| Ermoúpoli (Ερμούπολη)                            | Hermúpolis               | Grècia                          |
| Escaut/Schelde                                   | l'Escalda                | França, Bèlgica i Països Baixos |
| Fenolhet/Fenouillet                              | Fenollet                 | França                          |
| Firenze                                          | Florència                | Itàlia                          |
| Føroyar                                          | illes Fèroe              | Dinamarca                       |
| Fòssa/Fosse                                      | Fossa                    | França                          |
| Frankfurt am Main                                | Frankfurt del Main       | Alemanya                        |
| Frankfurt an der Oder                            | Frankfurt de l'Oder      | Alemanya                        |
| Freiburg im Breisgau                             | Friburg de Brisgòvia     | Alemanya                        |
| Fribôrg/Fribourg/Freiburg                        | Friburg                  | Suïssa                          |
| Franche-Comté                                    | Franc Comtat             | França                          |
| Franken                                          | Francònia                | Alemanya                        |
| Friuli/Friûl                                     | Friül                    | Itàlia                          |
| Fyn                                              | Fiònia                   | Dinamarca                       |
| Gabrovo (Габрово)                                | Gàbrovo                  | Bulgària                        |
| Galicja/Halitxinà (Галичина)                     | Galítzia                 | Polònia i Ucraïna               |
| Gasconha/Gascogne                                | Gascunya                 | França                          |
| Gent                                             | Gant                     | Bèlgica                         |
| Genèva/Genève                                    | Ginebra                  | Suïssa                          |
| Girgenti/Agrigento                               | Agrigent                 | Itàlia                          |
| Grand-Est                                        | Gran Est                 | França                          |
| Graubünden/Grigioni/Grischun                     | Grisons                  | Suïssa                          |
| Guiana/Guyenne                                   | Guiena                   | França                          |
| Haliç/Khrysokeras (Χρυσοκέρας)                   | Corn d'Or                | Turquia                         |
| Hameln                                           | Hamelín                  | Alemanya                        |
| Haskovo (Хасково)                                | Khàskovo                 | Bulgària                        |
| Hauts-de-Seine                                   | Alts del Sena            | França                          |
| Helsinki                                         | Hèlsinki                 | Finlàndia                       |
| Hierapolis                                       | Hieràpolis de Frígia     | Turquia                         |
| Holland                                          | Holanda                  | Països Baixos                   |
| Hómiel (Гомель)                                  | Hòmiel                   | Belarús                         |
| Igrèsias/Iglesias                                | Esglésies                | Itàlia                          |
| Île-de-France                                    | Illa de França           | França                          |
| Ioánnina (Ιωάννινα)                              | Ioànnina                 | Grècia                          |
| Irákleio (Ηράκλειο)                              | Càndia                   | Grècia                          |
| Išembaj (Ишембай)/Išimbaj (Ишимбай)              | Iximbai                  | Rússia                          |
| İstanbul                                         | Istanbul                 | Turquia                         |
| Itháka (Ιθάκη)                                   | Ítaca                    | Grècia                          |
| Jylland/Jütland                                  | Jutlàndia                | Alemanya i Dinamarca            |
| Kallithéa (Καλλιθέα)                             | Kal·lithea               | Grècia                          |
| Kärnten/Koroška                                  | Caríntia                 | Àustria i Eslovènia             |
| Kérkyra (Κέρκυρα)                                | Corfú                    | Grècia                          |
| Kíiv (Київ)                                      | Kíev                     | Ucraïna                         |
| Kleve                                            | Clèveris                 | Alemanya                        |
| Koblenz                                          | Coblença                 | Alemanya                        |
| Köln                                             | Colònia                  | Alemanya                        |
| Konstanz                                         | Constança                | Alemanya                        |
| Kórinthos (Κόρινθος)                             | Corint                   | Grècia                          |
| København                                        | Copenhaguen              | Dinamarca                       |
| Kraków                                           | Cracòvia                 | Polònia                         |
| Kujawy                                           | Cuiàvia                  | Polònia                         |
| Kurzeme                                          | Curlàndia                | Letònia                         |
| L'Esquèrda/Lesquerde                             | l'Esquerda               | França                          |
| La Pradèla/Lapradelle                            | la Pradella              | França                          |
| la Seine                                         | el Sena                  | França                          |
| Lamía (Λαμία)                                    | Làmia                    | Grècia                          |
| Lengadòc/Languedoc                               | Llenguadoc               | França                          |
| Lárisa (Λάρισα)                                  | Làrissa                  | Grècia                          |
| Lárnaka (Λάρνακα)/Larnaka                        | Làrnaca                  | Xipre                           |
| Laucata/Leucate                                  | Leucata                  | França                          |
| Lazio                                            | Laci                     | Itàlia                          |
| Lefkosia (Λευκωσία)/Lefkoşa                      | Nicòsia                  | Xipre                           |
| Léger/Liger/Loire                                | el Loira                 | França                          |
| Lemesós (Λεμεσός)/Limasol                        | Limassol                 | Xipre                           |
| Lemosin/Limousin                                 | el Llemosí               | França                          |
| Levádeia (Λεβάδεια)                              | Levàdia                  | Grècia                          |
| Lëtzebuerg                                       | Ciutat de Luxemburg      | Luxemburg                       |
| Leuven                                           | Lovaina                  | Bèlgica                         |
| Lîdje/Liège                                      | Lieja                    | Bèlgica                         |
| Ligorna/Livorno                                  | Liorna                   | Itàlia                          |
| Lille                                            | Lilla                    | França                          |
| Limanha/Limagne                                  | la Limanya               | França                          |
| Limòtges/Limoges                                 | Llemotges                | França                          |
| Liyon/Lyon                                       | Lió                      | França                          |
| Lombardia                                        | Llombardia               | Itàlia                          |
| London                                           | Londres                  | Regne Unit                      |
| Lorraine                                         | Lorena                   | França                          |
| Losena/Lausanne                                  | Lausana                  | Suïssa                          |
| Lo Vivièr/Le Vivier                              | El Viver                 | França                          |
| Luzern                                           | Lucerna                  | Suïssa                          |
| Lyonnais                                         | Lionès                   | França                          |
| Mainz                                            | Magúncia                 | Alemanya                        |
| Mantua/Mantova                                   | Màntua                   | Itàlia                          |
| Marselha/Marseille                               | Marsella                 | França                          |
| Masis (Մասիս)/Ağrı                               | l'Ararat                 | Turquia                         |
| Maurin/Maury                                     | Maurí                    | França                          |
| Mazowsze                                         | Mazòvia                  | Polònia                         |
| Merens/Mérens-les-Vals                           | Merenç                   | França                          |
| Mechelen                                         | Malines                  | Bèlgica                         |
| Meuse/Maas                                       | el Mosa                  | França, Bèlgica i Països Baixos |
| Milan/Milano                                     | Milà                     | Itàlia                          |
| Mitilíni (Μυτιλήνη)                              | Mitilene                 | Grècia                          |
| Modena                                           | Mòdena                   | Itàlia                          |
| Moneghetti/Les Moneghetti                        | Moneguet                 | Mònaco                          |
| Moltalban/Montalba-le-Château                    | Montalbà del Castell     | França                          |
| Munte Carlu/Monte-carlo                          | Montecarlo               | Mònaco                          |
| Montfòrt/Montfort-sur-Boulzane                   | Montfort                 | França                          |
| Montpelhièr/Montpellier                          | Montpeller               | França                          |
| Morava                                           | Moràvia                  | Txèquia                         |
| Moskvà (Москва)                                  | Moscou                   | Rússia                          |
| München                                          | Múnic                    | Alemanya                        |
| Múnegu/Monaco                                    | Mònaco                   | Mònaco                          |
| Muntenia                                         | Muntènia                 | Romania                         |
| Napule/Napoli                                    | Nàpols                   | Itàlia                          |
| Nauta Garona/Haute-Garonne                       | Alta Garona              | França                          |
| Nijmegen                                         | Nimega                   | Països Baixos                   |
| Níkaia (Νίκαια)                                  | Níkea                    | Grècia                          |
| Nissa/Nice                                       | Niça                     | França                          |
| Normaundie/Normandie                             | Normandia                | França                          |
| Nürnberg                                         | Nuremberg                | Alemanya                        |
| Oltenia                                          | Oltènia                  | Romania                         |
| Ólympos (Όλυμπος)                                | Olimp                    | Grècia                          |
| Orkney                                           | illes Òrcades            | Regne Unit                      |
| Orléanais                                        | Orleanès                 | França                          |
| Orléans                                          | Orleans                  | França                          |
| Ossónoba                                         | Ossonoba                 | Portugal                        |
| Otranto                                          | Òtranto                  | Itàlia                          |
| Pàdoa/Padova                                     | Pàdua                    | Itàlia                          |
| Palermu/Palermo                                  | Palerm                   | Itàlia                          |
| Pàmias/Pamiers                                   | Pàmies                   | França                          |
| Pantiddirìa/Pantelleria                          | Pantel·leria             | Itàlia                          |
| Paris                                            | París                    | França                          |
| Patra (Πάτρα)                                    | Patres                   | Grècia                          |
| Pèirapertusés                                    | Perapertusès             | França                          |
| Pelopónnisos (Πελοπόννησος)                      | Peloponès                | Grècia                          |
| Periguers/Périgueux                              | Perigús                  | França                          |
| Perugia                                          | Perusa                   | Itàlia                          |
| Pesilhan de Conflent/Pézilla-de-Conflent         | Pesillà de Conflent      | França                          |
| Pflaz                                            | Palatinat                | Alemanya                        |
| Picardie                                         | Picardia                 | França                          |
| Pireà (Πειραιά)                                  | el Pireu                 | Grècia                          |
| Planesas/Planèzes                                | Planeses                 | França                          |
| Plovdiv (Пловдив)                                | Plòvdiv                  | Bulgària                        |
| Podlasie                                         | Podlàquia                | Polònia                         |
| Pommern/Pomorze                                  | Pomerània                | Alemanya i Polònia              |
| Pompei                                           | Pompeia                  | Itàlia                          |
| Praha                                            | Praga                    | Txèquia                         |
| Prats de Sornhan/Prats-de-Sournia                | Prats de Sornià          | França                          |
| Prishtinë/Priština (Приштина)                    | Pristina                 | Kosovo                          |
| Prunhanas/Prugnanes                              | Prunyanes                | França                          |
| Puèglaurenç/Puilaurens                           | Puillorenç               | França                          |
| Puglia                                           | Pulla                    | Itàlia                          |
| Rasiguères/Rasiguèras                            | Rasigueres               | França                          |
| Rebolhet/Rabouillet                              | Rebollet                 | França                          |
| Regensburg                                       | Ratisbona                | Alemanya                        |
| Reggio nell'Emilia                               | Reggio de l'Emília       | Itàlia                          |
| Reggiu Calabbria/Reggio di Calabria              | Reggio de Calàbria       | Itàlia                          |
| Rheinland                                        | Renània                  | Alemanya                        |
| Rhone/Rôno/Rhône                                 | el Roine                 | França i Suïssa                 |
| Rīga                                             | Riga                     | Letònia                         |
| Rimini                                           | Rímini                   | Itàlia                          |
| Rubicone                                         | el Rubicó                | Itàlia                          |
| Rôno/Ròse/Rhône                                  | el Roine                 | França                          |
| Rostov-na-Donú (Pосто́в-на-Дону́)                  | Rostov del Don           | Rússia                          |
| Sachsen                                          | Saxònia                  | Alemanya                        |
| Saint-Jean-Pied-de-Port/Donibane Garazi          | Sant Joan de Peu de Port | França                          |
| Salerno                                          | Salern                   | Itàlia                          |
| Salvesinas/Salvezines                            | Salvesines               | França                          |
| Sant Martin de Les/Saint-Martin-Lys              | Sant Martí de Les        | França                          |
| Sant Pau de Fenolhet/Saint-Paul-de-Fenouillet    | Sant Pau de Fenollet     | França                          |
| Sankt-Peterburg (Санкт-Петербу́рг)                | Sant Petersburg          | Rússia                          |
| Santa Coloma d'Aigueta/Sainte-Colombe-sur-Guette | Santa Coloma de Rocafort | França                          |
| Saint-Gérons                                     | Sant Gironç de Cera      | França                          |
| Saint Michel                                     | Sant Miquel              | Mònaco                          |
| Saône                                            | el Saona                 | França                          |
| Sardigna/Sardegna                                | Sardenya                 | Itàlia                          |
| Sassari/Thathari                                 | Sàsser                   | Itàlia                          |
| Savoie/Savouè                                    | Savoia                   | França                          |
| Schwaben                                         | Suàbia                   | Alemanya                        |
| Schwarzwald                                      | la Selva Negra           | Alemanya                        |
| Seine-Maritime                                   | el Sena Marítim          | França                          |
| Selon/Salon-de-Provence                          | Salon de Provença        | França                          |
| Sent Jan de Gardonenca/Saint-Jean-du-Gard        | Sant Joan del Gard       | França                          |
| Sevastòpol (Севастополь)                         | Sebastòpol / Sebastopol  | Rússia                          |
| Sicilia                                          | Sicília                  | Itàlia                          |
| Skåne                                            | Escània                  | Suècia                          |
| Slavonija                                        | Eslavònia                | Croàcia                         |
| Sochi (Сочи)                                     | Sotxi                    | Rússia                          |
| Sparte (Σπαρτη)                                  | Esparta                  | Grècia                          |
| Speyer                                           | Espira                   | Alemanya                        |
| Steiermark                                       | Estíria                  | Àustria                         |
| Stockholm                                        | Estocolm                 | Suècia                          |
| Strossburi/Strasbourg                            | Estrasburg               | França                          |
| Sudety/Sudeten                                   | els Sudets               | Europa central                  |
| Święty Krzyż                                     | Santa Creu               | Polònia                         |
| Țara Românească/Valahia                          | Valàquia                 | Romania                         |
| Tarde/Taranto                                    | Tàrent                   | Itàlia                          |
| Territoire de Belfort                            | Territori de Belfort     | França                          |
| Tevere                                           | el Tíber                 | Itàlia                          |
| Thames                                           | el Tàmesi                | Regne Unit                      |
| Thēbai (Θῆβαι)                                   | Tebes                    | Grècia                          |
| Thessaloníki (Θεσσαλονίκη)                       | Tessalònica              | Grècia                          |
| Thüringen                                        | Turíngia                 | Alemanya                        |
| Tivoli                                           | Tívoli                   | Itàlia                          |
| Tolon/Toulon                                     | Toló                     | França                          |
| Tolosa/Toulouse                                  | Tolosa de Llenguadoc     | França                          |
| Touraine                                         | Turena                   | França                          |
| Turin/Torino                                     | Torí                     | Itàlia                          |
| Transilvania                                     | Transsilvània            | Romania                         |
| Trier                                            | Trèveris                 | Alemanya                        |
| Trilhan/Trilla                                   | Trillà                   | França                          |
| Txornòbil (Чорно́биль)                            | Txornòbil                | Ucraïna                         |
| Umbria                                           | Úmbria                   | Itàlia                          |
| Vauclusa/Vaucluse                                | Valclusa                 | França                          |
| Venessia/Venezia                                 | Venècia                  | Itàlia                          |
| Versailles                                       | Versalles                | França                          |
| Vesuvio                                          | Vesuvi                   | Itàlia                          |
| Vièna/Vienne                                     | Viena del Delfinat       | França                          |
| Vierwaldstättersee                               | llac dels Quatre Cantons | Suïssa                          |
| Vilanòva d'Avinhon/Villeneuve-lès-Avignon        | Vilanova d'Avinyó        | França                          |
| Vilnius                                          | Vílnius                  | Lituània                        |
| Vinhamala/Vignemale                              | Vinyamala                | França                          |
| Vinhana/Vienne                                   | Viena                    | França                          |
| Vivarés/Vivarais                                 | Vivarès                  | França                          |
| Vojvodina/Војводина                              | Voivodina                | Sèrbia                          |
| Volyń (Волинь)                                   | Volínia                  | Ucraïna                         |
| Wallonie/Walonreye                               | Valònia                  | Bèlgica                         |
| Warszawa                                         | Varsòvia                 | Polònia                         |
| Westfalen                                        | Westfàlia                | Alemanya                        |
| Wien                                             | Viena                    | Àustria                         |
| Wisła                                            | el Vístula               | Polònia                         |
| Yambol (Ямбол)                                   | Iàmbol                   | Bulgària                        |
| Yerevan (Երեվան)                                 | Erevan                   | Armènia                         |
| Zeeland                                          | Zelanda                  | Països Baixos                   |
| Zena/Genova                                      | Gènova                   | Itàlia                          |
| Zürich                                           | Zúric                    | Suïssa                          |

#### Àfrica
| Endònim                          | Exònim            | País             |
| -------------------------------- | ----------------- | ---------------- |
| Ad-Dār al-Bayḍāʾ (الدار البيضاء) | Casablanca        | el Marroc        |
| Al-Ayūn (العيون)                 | Al-Aaiun          | RASD             |
| Al-Araish (العرائش)              | Larraix           | el Marroc        |
| Al-Iskandariyya (الإسكندرية)     | Alexandria        | Egipte           |
| Al-Jaza'ir (الجزائر)             | Alger             | Algèria          |
| Al-Kuwayra (الكويرة)             | Güera             | Mauritània       |
| Al-Manṣūrah (المنصورة)           | Mansura           | Egipte           |
| Al-Qāhirah (القاهرة)             | el Caire          | Egipte           |
| Al-Qayrawā (القيروان)            | Kairuan           | Tunísia          |
| Ar-Rabāṭ (الرباط)                | Rabat             | el Marroc        |
| As-Suways (السويس)               | Suez              | Egipte           |
| Aswān (أسوان)                    | Assuan            | Egipte           |
| Asyut (أسيوط)                    | Assiut            | Egipte           |
| Az-Zaqāzīq (الزقازيق)            | Zagazig           | Egipte           |
| Bijāya (بجاية)                   | Bugia             | Algèria          |
| Binġāzī (بنغازي)                 | Bengasi           | Líbia            |
| Binzart (بنزرت)                  | Bizerta           | Tunísia          |
| Būr Saʻīd (بورسعيد)              | Port Saïd         | Egipte           |
| Damanhūr (دمنهور)                | Damanhur          | Egipte           |
| El-Qoll (القل)                   | Col·lo            | Algèria          |
| Fās (فـاس)                       | Fes               | el Marroc        |
| Hargeysa                         | Hargeisa          | Somalilàndia     |
| Marrākeš (مراكش)                 | Marràqueix        | el Marroc        |
| Mascareignes                     | illes Mascarenyes | França i Maurici |
| Medīnat Dimyāt (مدينة دمياط)     | Damiata           | Egipte           |
| Miknās (مكناس)                   | Meknès            | el Marroc        |
| Mu'askar (معسكر)                 | Mascara           | Algèria          |
| Muqdisho/Maqadīshū (مقديشو)      | Mogadiscio        | Somàlia          |
| Oromiyaa/ኦሮሚያ ክልል                | Oròmia            | Etiòpia          |
| Pretoria                         | Pretòria          | Sud-àfrica       |
| Qābis (قابس)                     | Gabès             | Tunísia          |
| Qusanṭīna (قسنطينة)              | Constantina       | Algèria          |
| Sa'īda (سعيدة)                   | Saïda             | Algèria          |
| Shafshawan (شفشاون)              | Xauen             | el Marroc        |
| Suquṭrā (سُقُطْرَى)                  | Socotra           | Iemen            |
| Sūsa (سوسة)                      | Sussa             | Tunísia          |
| Tangha (طنچة)                    | Tànger            | el Marroc        |
| Ṭarābulus (طرابلس)               | Trípoli           | Líbia            |
| Tetwān (تطوان)                   | Tetuan            | el Marroc        |
| Tīfārītī (تيفاريتي)              | Tifariti          | RASD             |
| Tūnis (تونس)                     | Tunis             | Tunísia          |
| Victoria                         | Victòria          | Seychelles       |
| Wahrān (وهران,)                  | Orà               | Algèria          |

#### Amèrica
| Endònim                            | Exònim                                | País              |
| ---------------------------------- | ------------------------------------- | ----------------- |
| Aleutian Islands/Алеутские острова | illes Aleutianes                      | EUA i Rússia      |
| Amazonas                           | l'Amazones                            | Perú i Brasil     |
| Appalachian Mountains              | els Apalatxes                         | EUA i Canadà      |
| Baja California                    | Baixa Califòrnia                      | Mèxic             |
| Baja California Sur                | Baixa Califòrnia Sud                  | Mèxic             |
| Belize City                        | Ciutat de Belize                      | Belize            |
| Bermuda                            | les Bermudes                          | Regne Unit        |
| Bogotá                             | Bogotà                                | Colòmbia          |
| British Columbia                   | Colúmbia Britànica                    | Canadà            |
| California                         | Califòrnia                            | EUA               |
| Cape Breton Island                 | illa del Cap Bretó                    | Canadà            |
| Cayman Islands                     | illes Caiman                          | Regne Unit        |
| Ciudad de Guatemala                | Ciutat de Guatemala                   | Guatemala         |
| Ciudad de México                   | Ciutat de Mèxic                       | Mèxic             |
| Ciudad de Panamá                   | Ciutat de Panamà                      | Panamà            |
| Falkland Islands                   | illes Malvines                        | Regne Unit        |
| Georgia                            | Geòrgia                               | EUA               |
| Great Bear Lake                    | Gran Llac dels Ossos                  | Canadà            |
| Great Lakes                        | els Grans Llacs                       | Canadà            |
| Guyane française                   | la Guaiana Francesa                   | França            |
| La Habana                          | l'Havana                              | Cuba              |
| Martinique                         | Martinica                             | França            |
| Mississipi                         | el Mississipi                         | EUA               |
| Montréal                           | Mont-real                             | Canadà            |
| New Jersey                         | Nova Jersey                           | EUA               |
| New Mexico                         | Nou Mèxic                             | EUA               |
| New Orleans                        | Nova Orleans                          | EUA               |
| New York                           | Nova York                             | EUA               |
| Newfoundland                       | Terranova                             | Canadà            |
| North Carolina                     | Carolina del Nord                     | EUA               |
| North Dakota                       | Dakota del Nord                       | EUA               |
| Northwest Territories              | Territoris del Nord-oest              | Canadà            |
| Nova Scotia                        | Nova Escòcia                          | Canadà            |
| Patagonia                          | Patagònia                             | Argentina i Xile  |
| Pennsylvania                       | Pennsilvània                          | EUA               |
| Philadelphia                       | Filadèlfia                            | EUA               |
| Prince Edward Island               | illa del Príncep Eduard               | Canadà            |
| Rocky Mountains                    | muntanyes Rocoses o muntanyes Rocoses | EUA i Canadà      |
| Québec                             | Ciutat de Quebec                      | Canadà            |
| Tierra del Fuego                   | Terra del Foc                         | Argentina i Xile  |
| Saint Lawrence/Saint-Laurent       | el Sant Llorenç                       | EUA i Canadà      |
| Santiago de Chile                  | Santiago de Xile                      | Xile              |
| South Carolina                     | Carolina del Sud                      | EUA               |
| South Dakota                       | Dakota del Sud                        | EUA               |
| Trinidad                           | illa de Trinitat                      | Trinitat i Tobago |
| Virgin Islands                     | illes Verges                          | EUA i Regne Unit  |
| Virginia                           | Virgínia                              | EUA               |
| West Virginia                      | Virgínia de l'Oest                    | EUA               |

#### Àsia
| Endònim                                       | Exònim              | País          |
| --------------------------------------------- | ------------------- | ------------- |
| Abbadan (آبادان)                              | Abadan              | Iran          |
| Aixqelon (אשקלון)                             | Ascaló              | Israel        |
| ’Ajlūn (عجلون)                                | Ajlun               | Jordània      |
| Al-‘Aqaba (العقبة)                            | Àqaba               | Jordània      |
| Al-Basra (البصرة)                             | Bàssora             | l'Iraq        |
| Al-Ḥasaka (الحسكة)                            | Al-Hasakah          | Síria         |
| Al-Lāḏiqiyya (اللاذقية)                       | Latàquia            | Síria         |
| ’Ammān (عمان)                                 | Amman               | Jordània      |
| Andijon                                       | Andidjan            | Uzbekistan    |
| As-Salt (السلط)                               | Al-Salt             | Jordània      |
| Astana (Астана)                               | Astanà              | Kazakhstan    |
| Az-Zarqā’ (الزرقاء)                           | Zarqa               | Jordània      |
| Baġdād (بغداد)                                | Bagdad              | l'Iraq        |
| Bandar ‘Abbās (بندرعباس)                      | Bandar Abbas        | Iran          |
| Bắc Kỳ                                        | Tonquín (Vietnam)   | Vietnam       |
| Běijīng (北京)                                | Pequín              | la Xina       |
| Bukhârâ (بُخارا)/Buxoro                        | Bukharà             | Uzbekistan    |
| Būshehr (بوشهر)                               | Buixehr             | Iran          |
| Chomolungma/Sagarmatha                        | l'Everest           | Nepal i Xina  |
| Dimashq (دمشق)                                | Damasc              | Síria         |
| Dubayy (دبي)                                  | Dubai               | EAU           |
| Guǎngzhōu (廣州)                              | Canton              | la Xina       |
| Hà Nội                                        | Hanoi               | Vietnam       |
| Ḥalab (حلب)                                   | Alep                | Síria         |
| Ḥamā (حماة)                                   | Hama                | Síria         |
| Hefà (חיפה)                                   | Haifa               | Israel        |
| Ḩimş (حمص)                                    | Homs                | Síria         |
| Izmir                                         | Esmirna             | Turquia       |
| Jawa                                          | Java                | Indonèsia     |
| Kābul (کابل)                                  | Kabul               | Afganistan    |
| Kazan Rettō (火山列島)                        | illes Volcano       | Japó          |
| Kepulauan Sunda                               | illes de la Sonda   | Indonèsia     |
| Kermān (كرمان)                                | Kerman              | Iran          |
| Krung Thep Mahanakhon (กรุงเทพมหานคร)          | Bangkok             | Tailàndia     |
| Kolkata (কলকাতা)                                | Calcuta             | Índia         |
| Mabbog/Manbiǧ (منبج)                          | Hieràpolis de Síria | Síria         |
| Mādabā (مادبا)                                | Madaba              | Jordània      |
| Makassar                                      | Macassar            | Indonèsia     |
| Mumbai (मुंबई)                                  | Bombai              | Índia         |
| Natserat (נָצְרַת)                               | Natzaret            | Israel        |
| Nînwâ (ܢܝܢܘܐ)/Al-Mawsil (الموصل)/Mûsil (موصل) | Mossul              | l'Iraq        |
| Qazvīn (قزوین)                                | Qazvín              | Iran          |
| Qiryat Ono (קריית אונו)                       | Onó                 | Israel        |
| Ramlāh (רַמְלָה)                                 | Ramla               | Israel        |
| Samarqand (Самарқанд)                         | Samarcanda          | Uzbekistan    |
| Seoul (서울)                                  | Seül                | Corea del Sud |
| Shànghăi (上海)                               | Xangai              | la Xina       |
| Singapura/Singapore                           | Singapur            | Singapur      |
| Šīrāz (شیراز)                                 | Siraz               | Iran          |
| Táibĕi Shì (台北市)                           | Taipei              | Taiwan        |
| Tehrān (تهران)                                | Teheran             | Iran          |
| Termiz                                        | Termez              | Uzbekistan    |
| Tōkyō (東京)                                  | Tòquio              | el Japó       |
| Töretam (Төретам)                             | Toretam             | el Kazakhstan |
| Toshkent                                      | Taixkent            | Uzbekistan    |
| Trabzon                                       | Trebisonda          | Turquia       |
| Ulaanbaatar (Улаанбаатар)                     | Ulan Bator          | Mongòlia      |
| Viangchan (ວຽງຈັນ)                             | Vientiane           | Laos          |
| Yeruixalàyim (ירושלים)                        | Jerusalem           | Israel        |
| Zāhedān (زاهدان)                              | Zahedan             | Iran          |

#### Oceania
| Endònim                   | Exònim               | País              |
| ------------------------- | -------------------- | ----------------- |
| Australian Alps           | Alps Australians     | Austràlia         |
| Îles de la Société        | illes de la Societat | França            |
| Îles Marquises            | illes Marqueses      | França            |
| Isla de Pascua/Rapa Nui   | illa de Pasqua       | Xile              |
| Kangaroo Island           | illa dels Cangurs    | Austràlia         |
| New Britain               | Nova Bretanya        | Papua Nova Guinea |
| New Georgia               | Nova Geòrgia         | Salomó            |
| New Guinea/Niugini        | Nova Guinea          | Papua Nova Guinea |
| New Hanover/Lavongai      | Nova Hannover        | Papua Nova Guinea |
| New Ireland/Niu Ailan     | Nova Irlanda         | Papua Nova Guinea |
| New South Wales           | Nova Gal·les del Sud | Austràlia         |
| Northern Territory        | Territori del Nord   | Austràlia         |
| Nouvelle-Calédonie/Kanaky | Nova Caledònia       | França            |
| South Australia           | Austràlia Meridional | Austràlia         |
| Southern Alps             | Alps Neozelandesos   | Nova Zelanda      |
| Tahiti                    | Tahití               | França            |
| Tasmania                  | Tasmània             | Austràlia         |
| Western Australia         | Austràlia Occidental | Austràlia         |